# 姮娥冕状物
姮娥冕状物是位于金星圭尼维尔平原上的一座冕状物，坐标：北纬2°、东经355°，直径1060公里，是金星上第二大冕状物。
它被命名为姮娥（也叫嫦娥），中国神话中的月亮女神。